# 王青
王青（英語：Wong Ching；1949年6月24日—），別名王清，原名姜佩清，綽號「大口青」，男，香港演員，是前邵氏電影演員，曾擔任龍虎武師及動作指導。他於1960年代末開始於電影界發展，1970年代起王青同時兼任幕前及幕後崗位，往後在1990年代中期加入無綫電視，至2012年跳槽香港電視網絡，港視主席王維基表示，宣佈因應不獲發牌事件，2015年正式約滿離開香港電視網絡，便息影退出娛樂圈，目前定居澳洲。

## 背景
王青在1949年6月24日於中國上海市出生，出身自一個貧窮家庭。他早年在香港九龍寨城成長（與姜大衛為樓上樓下鄰居），有一名胞姊及其他兄妹。其中一名胞兄是演員兼寫實警匪片導演王鍾。王青與王鍾十多歲入行前在雜技團演出。當時他們跟隨母親王忠英帶領的馬戲班在香港表演糊口。然而由於場地問題而未能持續演出，加上開支太大，令王青無法與母親一同經營馬戲班，並轉當夜總會雜技藝人。輾轉之下加入娛樂圈當上龍虎武師。而王青之所以會成為雜技團成員源於他自幼喪父，母親偕同他與兄長投靠外祖父，且在外祖父成立的「王家班雜技團」當上台柱。後來來到香港發展後，王青放棄雜技藝人身份，與邵氏兄弟的武師劉家良、唐佳等人共事。唐佳則是王的武師師父。王青在1970年代初由幕後被發掘到幕前演出，正式當上演員，兼任幕後電影製作人員。出道初期是大地電影公司的基本合約演員。
他在1976年，無綫電視開拍《近代豪俠傳》；籌備單元〈大刀王五〉期間，電視台一方計劃多設一組武術指導。結果當製作人吳昊邀請王當指導時，看到王具有強大氣勢，於是安排他出演「王五」，即清朝末年俠客王正誼一角。該劇集是王青參演的首部電視劇。其後在1980年代，王青曾成為電影界一線演員，接拍過多部電影。當主角的電影以李修賢執導的《Friend過打Band》為代表作。但其首度擔任主角的電影是1973年拍攝的《頂天立地》。由於他於1972年電影《方世玉》中飾演「簡鐵拳」一角表現出色，未幾被電影導演朱牧捧為男主角，便因此獲得機會參演《頂天立地》。礙於樣子不夠討好，因此即使擔綱出演男主角，仍未能成為大紅大紫的演員。自1970年代起，他一直是導演張徹之下「張家班」的成員。1982年分別憑電影《小生怕怕》中「湯德仁」一角和《難兄難弟》中「大口青」一角奠定其在「大口」的喜劇演員形象。
直至1990年代中期，王青加入香港無綫電視，2012年離開後簽約成為香港電視演員，2015年底正式約滿離開。然而完約後再沒有於幕前演出。也曾被網民誤以為已屆退休年齡的他當上警察。此外，王青入行多年只執導過一齣電影《血中血》，由其胞兄王鍾當策劃。其餘時間多參與幕前與幕後製作。現時王青沒有合約後在身參與任何的影視作品而已息影，並回到澳洲居住。

## 家庭生活
王青在1978年結婚，婚後育有兩名女兒。王於1984年申請移民澳洲生活。

## 演出作品
*以下列表只記錄王青演出過的劇集作品，若有遺漏，請協助補充相關資料。

### 電視劇（無綫電視）
| 首播   | 節目名稱        | 角色      | 備註                                               |
| 1976年 | 近代豪俠傳      | 王五      |                                                    |
| 1995年 | 命转乾坤        | 刘旺达    |                                                    |
| 1995年 | 水餃皇后        | 朱永祥    |                                                    |
| 1996年 | 闔府統請        | 田国权    |                                                    |
| 1996年 | 緝私群英        | 成大志    |                                                    |
| 1997年 | 隱形怪傑        | 區權      |                                                    |
| 1998年 | 花木蘭          | 曹軍      |                                                    |
| 1998年 | 大澳的天空      | 歐競標    |                                                    |
| 1998年 | 林世榮          | 何戴      |                                                    |
| 1999年 | 金玉滿堂        | 左伯牙    |                                                    |
| 1999年 | 衝上人間        | V猜大師   |                                                    |
| 1999年 | 吾係差人        | 何球      |                                                    |
| 2000年 | 倚天屠龍記      | 韋一笑    |                                                    |
| 2000年 | 京城教一        | 鰲木河    |                                                    |
| 2000年 | 大囍之家        | 大傻      |                                                    |
| 2000年 | 雷霆第一關      | 仁        |                                                    |
| 2001年 | 酒是故鄉醇      | 黎九斤    |                                                    |
| 2001年 | 美麗人生        | 梁國威    |                                                    |
| 2002年 | 無考不成冤家    | 余永富    |                                                    |
| 2003年 | 智勇新警界      | 郭貴成    |                                                    |
| 2003年 | 律政新人王      | 士多老闆  |                                                    |
| 2003年 | 戀愛自由式      | 湛時庭    |                                                    |
| 2003年 | 西關大少        | 李德森    |                                                    |
| 2003年 | 英雄·刀·少年    | 蘇哈勇    |                                                    |
| 2003年 | 衛斯理          | 史奈      | 單元：《鬼混》                                     |
| 2004年 | 隔世追兇        | 陳坤      |                                                    |
| 2004年 | 楚漢驕雄        | 宋义      |                                                    |
| 2004年 | 怪俠一枝梅      | 官員      |                                                    |
| 2004年 | 大唐雙龍傳      | 魯妙子    |                                                    |
| 2005年 | 西廂奇緣        | 崔鵬      |                                                    |
| 2005年 | 同撈同煲        | 趙金雷    |                                                    |
| 2005年 | 人間蒸發        | 郭青      |                                                    |
| 2005年 | 佛山贊師父      | 富察‧爾德 |                                                    |
| 2005年 | 情迷黑森林      | 張旦發    |                                                    |
| 2005年 | 我的野蠻奶奶    | 甯豐榮    |                                                    |
| 2005年 | 我師傅係黃飛鴻  | 提督大人  |                                                    |
| 2006年 | 愛情全保        | 堅叔      |                                                    |
| 2006年 | 潮爆大狀        | 莊福慶    |                                                    |
| 2006年 | 肥田囍事        | 戴旺丁    |                                                    |
| 2006年 | 東方之珠        | 溫標      |                                                    |
| 2006年 | 上海傳奇        | 洪尚獅    |                                                    |
| 2006年 | 追魂交易        | 歐耀庭    |                                                    |
| 2007年 | 布衣神相        | 歐陽蝙蝠  |                                                    |
| 2007年 | 通天幹探        | 姜德      |                                                    |
| 2007年 | 律政新人王II    | 鄭錦棠    |                                                    |
| 2007年 | 鄭板橋          | 麻三貴    |                                                    |
| 2007年 | 廉政行動2007    | 黑柴      | 單元四《過界》                                     |
| 2008年 | 和味濃情        | 巫良      |                                                    |
| 2008年 | 最美麗的第七天  | 王錦      |                                                    |
| 2008年 | 古靈精探        | 陳繼英    |                                                    |
| 2008年 | 師奶股神        | 齋哥      |                                                    |
| 2008年 | 東山飄雨西關晴  | 何富全    |                                                    |
| 2008年 | 少年四大名捕    | 雷波      | 單元：拜劍山莊連環兇殺案、牛家莊劫殺案（第1－3集） |
| 2009年 | ID精英          | 叔父東    |                                                    |
| 2009年 | 仁心解碼        | 何宇堅    |                                                    |
| 2009年 | 烈火雄心3       | 卓國樑    |                                                    |
| 2009年 | 古靈精探B       | 陳繼英    |                                                    |
| 2009年 | 絕代商驕        | 東叔      |                                                    |
| 2009年 | 大冬瓜          | 金山      |                                                    |
| 2009年 | 幕後大老爺      | 連長勝    |                                                    |
| 2010年 | 情人眼裏高一D   | 鄭中笄    |                                                    |
| 2010年 | 女人最痛        | 沙祥      |                                                    |
| 2010年 | 翻叮一族        | 周年      |                                                    |
| 2010年 | 讀心神探        | 炭疽      |                                                    |
| 2010年 | 刑警            | 懲教員    |                                                    |
| 2010年 | 施公奇案II      | 盧樹根    | 單元：惡有惡報（第11集至第13集）                   |
| 2011年 | 仁心解碼        | 何宇堅    |                                                    |
| 2011年 | Only You 只有您 | 劉華      |                                                    |
| 2011年 | 洪武三十二      | 朱能      |                                                    |
| 2011年 | 花花世界花家姐  | 哈爾濱    |                                                    |
| 2011年 | 真相            | 何勁威    |                                                    |
| 2011年 | 團圓            | 華宗泰    |                                                    |
| 2011年 | 潛行狙擊        | 邵喜      |                                                    |
| 2011年 | 荃加福祿壽探案  | 老董      |                                                    |
| 2012年 | 結·分@謊情式    | 金均泰    |                                                    |
| 2012年 | 拳王            | 吳德明    |                                                    |
| 2012年 | 耀舞長安        | 喬風      |                                                    |
| 2012年 | 衝呀！瘦薪兵團  | 陳清萊    |                                                    |
| 2012年 | 飛虎            | 古成      |                                                    |
| 2012年 | 名媛望族        | 雷蟹      |                                                    |

### 電視劇（香港電視網絡）
| 首播   | 節目名稱       | 角色     | 備註 |
| 2014年 | 警界線         | 鄭超     |      |
| 2014年 | 來生不做香港人 | 村長     |      |
| 2015年 | 我阿媽係黑玫瑰 | 錢七     |      |
| 2015年 | 第二人生       | 朱柏堅   |      |
| 2015年 | 惡毒老人同盟   | 黃德興   |      |
| 2015年 | 夜班           | 百花壇主 |      |

### 電影
- 1967年：盜劍
- 1968年：殺手劍
- 1968年：天狼寨
- 1968年：神刀
- 1968年：金燕子
- 1969年：小武士
- 1969年：大盜歌王
- 1969年：鐵手無情
- 1969年：死角 飾 溫強手下
- 1969年：獨臂刀王
- 1969年：名劍天驕
- 1970年：江湖三女俠
- 1970年：十三太保 飾 晉王護衛
- 1970年：遊俠兒
- 1970年：小煞星
- 1970年：報仇
- 1970年：大羅劍俠
- 1970年：春火
- 1970年：插翅虎
- 1970年：龍虎鬥 飾 久來
- 1970年：十二金牌
- 1971年：鷹王
- 1971年：無名英雄 飾 兵將
- 1971年：大決鬥
- 1971年：血酒天牢
- 1971年：鏢旗飛揚
- 1971年：雙俠 飾 萬天魁手下
- 1971年：新獨臂刀
- 1971年：玉面俠
- 1971年：萬箭穿心
- 1971年：拳擊
- 1971年：飛俠神刀
- 1972年：馬永貞 飾 陸浦
- 1972年：四騎士 飾 霍克手下
- 1972年：方世玉 飾 簡鐵拳
- 1972年：快活林
- 1972年：惡客 飾 山口手下
- 1972年：水滸傳
- 1972年：小拳王
- 1972年：硬漢
- 1972年：天下第一拳
- 1972年：仇連環
- 1972年：年輕人 飾 國術高手
- 1972年：群英會
- 1973年：憤怒青年 飾 黑幫手下
- 1973年：頂天立地
- 1973年：蕩寇誌 飾 呂師囊
- 1973年：逃亡
- 1974年：五虎將 飾 土匪
- 1974年：五大漢
- 1974年：少林子弟 飾 雷大鵬
- 1974年：烏龍教一
- 1974年：啼笑夫妻
- 1974年：電單車
- 1974年：財星高照
- 1974年：方世玉與洪熙官 飾 德祥
- 1975年：酒吧女郎
- 1975年：惡霸 飾 王振平
- 1975年：玫瑰戀
- 1976年：少林寺 飾 慶春
- 1976年：死囚
- 1976年：傳奇方世玉 飾 簡鐵拳
- 1977年：旋風踢
- 1978年：大煞星與小妹頭
- 1978年：飛渡捲雲山
- 1978年：拳精
- 1978年：貂女
- 1979年：無招勝有招
- 1979年：血肉磨坊
- 1979年：人在江湖
- 1979年：小李飛刀
- 1980年：山狗 飾 荷蘭仔
- 1980年：師爸 飾 阮生
- 1980年：八絕
- 1980年：壞小子 飾 沙金坨
- 1980年：少林英雄
- 1980年：風流殘劍血無痕
- 1980年：金劍
- 1980年：刺客列傳
- 1981年：踩線
- 1981年：凶榜 飾 大廈保安（香港先生）
- 1981年：護花鈴
- 1981年：功夫皇帝
- 1981年：單程路
- 1981年：衝鋒車 飾 賊頭目
- 1981年：二等兵
- 1981年：二等兵續集
- 1982年：Friend過打Band 飾 大口環
- 1982年：城寨出來者 飾 一清
- 1982年：小生怕怕 飾 湯德仁
- 1982年：難兄難弟 飾 大口青
- 1982年：野狼幫
- 1982年：賊性
- 1983年：火拼油尖區
- 1983年：摩登衙門
- 1983年：血中血 飾 鍾家聲
- 1983年：少爺威威 飾 羅億萬
- 1983年：專撬牆腳
- 1983年：同線車
- 1983年：叔侄‧縮窒
- 1984年：上海灘十三太保 飾 熊立
- 1984年：孖襟兄弟 飾 大口青
- 1984年：馬後炮
- 1984年：花心蘿蔔 飾 阿青
- 1984年：男女方程式 飾 割禾青
- 1984年：伊人再見 飾 Dr. Green
- 1985年：吉人天相 飾 老虎狗
- 1985年：老友鬼鬼 飾 湯馬士
- 1985年：拖錯車 飾 大嘴
- 1986年：開心鬼撞鬼 飾 大佬/大姨媽
- 1986年：最佳福星 飾 督察
- 1986年：小生獻醜 飾 大口
- 1986年：歡樂叮噹 飾 單眼人
- 1986年：鬼馬朱唇 飾 大口
- 1987年：心跳一百 飾 傻豹
- 1987年：橫財三千萬 飾 屈探長
- 1988年：長短腳之戀 飾 梁少海
- 1988年：公子多情 飾 大口施
- 1988年：鬼咁串 飾 黑社會頭目
- 1989年：福星闖江湖 飾 巫義氣
- 1992年：絕代雙驕 飾 武林雙尊之一
- 1993年：機密檔案實錄火蝴蝶 飾 大口扒
- 1994年：一九四九之劫後英雄傳 飾 衛三豹
- 2002年：橫財就手
- 2004年：江湖 飾 老許
- 2007年：兄弟 飾 何就
- 2010年：撕票風雲 飾 大口
- 2010年：維多利亞壹號 飾 怠職保安員
- 2010年：72家租客 飾 自由行旅客
- 2011年：勁抽福祿壽 飾 武僧
- 2011年：我愛HK開心萬歲 飾 翅哥

### 電視電影
- 2003年：妒火綫 飾 凌兆棠

## 動作設計作品
- 1981年：衝鋒車
- 1982年：城寨出來者

## 導演作品
- 1983年：血中血

## 參與節目
- 1983年：歡樂滿東華[19]
- 2011年：萬千星輝賀台慶（獲得儲蓄戶口總值$20,000大獎）

## 節目嘉賓
- 1999年：天下無敵獎門人（第21集；無綫電視）
- 2000年：宇宙無敵獎門人（第8集；無綫電視）
- 2002年：吾係獎門人（第10集；無綫電視）
- 2004年：繼續無敵獎門人（第7集；無綫電視）
- 2008年：鐵甲無敵獎門人（第23集；無綫電視）